# Irving Segal
Irving Segal   (Bronx, 13 de setembre de 1918 - Lexington, 30 d'agost de 1998) va ser un matemàtic i cosmòleg estatunidenc.

## Vida i obra
Tot i haver nascut al Bronx, de família jueva, Segal va créixer i va ser escolaritzat a Trenton (Nova Jersey) (uns cent quilòmetres al sud de Nova York). El 1937 es va graduar en matemàtiques a la universitat de Princeton i el 1940 va obtenir el doctorat a la universitat Yale, sota la direcció d'Einar Hille. El 1941 va ser nomenat professor de la universitat Harvard, però el mateix any, en entrar els Estats Units a la Segona Guerra Mundial, es va dedicar a fer treballs de recerca bèl·lica, primer a Princeton i, després, al camp de tir de la Marina a Aberdeen (Maryland). Acabada la guerra el 1945, va ser membre visitant de l'Institut d'Estudis Avançats de Princeton amb el suport economic d'una beca Guggeinheim. Des de 1948 fins al 1960 va ser professor de la universitat de Chicago i des de 1960 fins que es va retirar el 1989 ho va ser a l'Institut de Tecnologia de Massachusetts, tot i que va continuar ben actiu després de la seva jubilació.
Segal va publicar més de dos-cents articles científics i una desena de llibres. El seus camps de treball teòric principals van ser l'anàlisi matemàtica o la teoria de grups, però els seus treballs més destacables rauen en l'aplicació de les matemàtiques en la teoria quàntica, i en concret en la serva creença en un univers estacionari sota un grup de Lorentz. El 1972 va proposar una teoria, la cosmologia cronomètrica, alternativa a la teoria del big-bang que va defensar al llarg de la seva vida.
També va ser l'introductor el 1947 de la C*-àlgebra com una àlgebra uniformement tancada i auto-adjunta d'operadors acotats en un espai de Hilbert. Els seus treballs sobrer la teoria quàntica el van portar a desenvolupar conceptes matemàtics notables en els camps de la teoria de la integració, de les equacions diferencials parcials i de la teoria de la representació.